# Glypta fulgida
Glypta fulgida är en stekelart som beskrevs av Dasch 1988. Glypta fulgida ingår i släktet Glypta och familjen brokparasitsteklar. Inga underarter finns listade i Catalogue of Life.